# Ahmed Hassan Said
Ahmed Hassan Said (ur. 15 listopada 1973) – emiracki piłkarz występujący podczas kariery na pozycji napastnika.

## Kariera klubowa
Podczas piłkarskiej kariery Ahmed występował w klubie Kalba. 

## Kariera reprezentacyjna
Ahmed występował w reprezentacji ZEA.
W 1997 roku uczestniczył w eliminacjach do Mistrzostw Świata 1998 oraz w Pucharze Konfederacji. Na tej ostatniej imprezie wystąpił we wszystkich trzech meczach ZEA z Urugwajem, RPA i Czechami.